# Agnes van Belle
Agnes van Belle (9 maart 1986) is een Nederlands striptekenares. Zij creëerde de serie Het zal wel, een zwart-humoristische strip over een gebroken gezin.
Ze werd jong bekend door die strip. Ze werd meteen bestempeld als groot jong talent en stond diverse malen in de aandacht van de media. Zo was ze op 3 maart 2004 te horen in het VPRO radioprogramma De Avonden over de verandering van het aanzien van de strip. Ze publiceerde later nog de strip Vloed, deze was echter alleen op internet te zien.
Ze deed verder nog andere dingen op internet, zoals het project feutisj, waar ze samen met Sander Kloppenburg haar art, comics en animaties publiceerde. Solo deed ze dat via motherboarding.com, waar ze meer grafisch en schilderkunstig werk plaatst. Verder was Van Belle een tijdje redactielid van CultOnline.nl.